# Albert Lortzing
Gustav Albert Lortzing (Berlino, 23 ottobre 1801 – Berlino, 21 gennaio 1851) è stato un compositore tedesco.
Autodidatta, condusse una vita errabonda e fu attore drammatico, cantante, strumentista e direttore d'orchestra in alcune città tedesche e austriache.
Fu un buon compositore di opere teatrali, soprattutto comiche, tra cui il suo capolavoro Zar und Zimmermann, del 1837. I suoi Singspiele (tra cui Andreas Hofer del 1832) sono strutturati sul modello di quelli di Mozart, e in essi sono evidenti le tendenze patriottiche dell'autore.

Sono significativi i suoi tentativi nell'ambito della produzione di un'opera nazionale tedesca, precorritrice dell'opera romantica e del Grand opéra, lavori ai quali si riferiscono anche Weber e Mendelssohn.

Altre opere (con titoli altamente significativi) da ricordare sono: Der Wildschütz (1842), Die Opernprobe (1851) e Die beiden Schützen del 1837.

## Opere liriche
Le opere liriche sono elencate segnalando il genere, gli atti, il numero di catalogo, il librettista e il luogo e la data della prima esecuzione.
- Ali Pascha von Janina or Die Franzosen in Albanien

Singspiel, 1 atto, LoWV9 (1º febbraio 1828, Münster, Stadttheater)
- Der Pole und sein Kind or Der Feldwebel vom IV. Regiment

Vaudeville, 1 atto, LOWV25 (11 ottobre 1832, Osnabrück)
- Der Weihnachtsabend

Vaudeville, 1 atto, LoWV26 (21 febbraio 1832, Münster)
- Die beiden Schützen

opera buffa, 3 atti, LoWV35, da Die beiden Grenadiere di Gustav Cords (20 marzo 1837, Lipsia)
- Zar und Zimmermann (Die beiden Peter)

opera buffa, 3 atti, LoWV38 (22 dicembre 1837 Lipsia), da Mélesville, Jean-Toussaint Merle e Eugène Cantiran de Boirie: Le Bourgmestre de Sardam ou Les deux Pierres
- Die Schatzkammer des Ynka

opera seria, LoWV36, (1839, luogo sconosciuto)
- Caramo oder Das Fischerstechen

opera buffa 4 atti LoWV41, Albert Lortzing, dall'opera di Eugène Prosper Prévost Cosimo (20 settembre 1839, Lipsia)
- Hans Sachs

opera buffa, 3 atti, LoWV43, Albert Lortzing, Philipp Reger e Philipp Jakob Düringer, dal dramma omonimo di Johann Ludwig Franz Deinhardstein (23 giugno 1840, Lipsia)
- Casanova

opera buffa 3 atti, LoWV50, Albert Lortzing, dal dramma di Varin Etienne Arago e Desverges: Casanova in Fort Saint-André (31 dicembre 1841, Lipsia)
- Der Wildschütz oder Die Stimme der Natur

opera buffa, 3 atti, LoWV58, Albert Lortzing, dall'opera di August von Kotzebue Der Rehbock (31 dicembre 1842, Lipsia)
- Undine

Romantische Zauberoper, 4 atti, LoWV64, Albert Lortzing, da Undine di Friedrich de la Motte Fouqué (21 aprile 1845 Magdburg)
- Der Waffenschmied

opera buffa 3 atti LoWV66, Albert Lortzing, da Friedrich Wilheim von Ziegler Liebhaber (successo il 20 maggio 1846 Theater an der Wien, Vienna)
- Zum Großadmiral

opera buffa 3 atti LoWV74, Albert Lortzing, da Alexandre Duval, La jeunesse de Henri V (13 dicembre 1847, Lipsia)
- Rolands Knappen oder Das ersehnte Glück

Romantische Oper, 3 atti, LoWV85, Albert Lortzing, Georg Meisinger e Carl Haffner, da Johann Karl August Musäus Rolands Knappen (25 maggio 1849, Lipsia)
- Die Opernprobe oder Die vornehmen Dilettanten

opera buffa, 1 atto, LoWV91, Albert Lortzing, da J.F. Jünger: Die Komödie aus dem Stegreif (20 gennaio 1851, Francoforte)
- Andreas Hofer

Singspiel 1 atto LoWV27, Albert Lortzing, basata sulla tragedia di Karl Immermann Trauerspiel in Tirol (14 aprile 1887, Magonza, Stadttheater)
- Regina oder Die Marodeure

Revolutionsoper, 3 atti, LoWV83, Albert Lortzing (21 marzo 1899 Berlino)